# Fuerzas especiales (película de 2014)
Fuerzas especiales es una película chilena de comedia de 2014, basada en los sketches del programa de televisión El club de la comedia, dirigida por José Miguel Zúñiga y estrenada el 2 de octubre de 2014. Fue producida por Miguel Asensio y escrita por Rodrigo Salinas y Sergio Freire, quienes también son sus protagonistas. Otros actores principales son Ariel Levy, Loreto Aravena, Ramón Llao, Pato Pimienta, Juan Pablo Flores, entre otros.

## Sinopsis
Fuerzas especiales narra las aventuras y desventuras del cabo Freire (Sergio Freire). La historia arranca un día en que Freire junto a la compañía del cabo Arriagada (Eyal Meyer), tienen la oportunidad de volverse héroes capturando a unos ladrones, sin embargo, por accidente Freire le dispara a su compañero y este fallece. Tres años después, es obligado a trabajar con un nuevo compañero, se trata del cabo Salinas (Rodrigo Salinas), un poco más despeinado y complicado que Freire. Con la llegada de Salinas, Freire comenzará a sentir que no podrá cumplir su sueño de ser parte de las fuerzas especiales.
A pesar de que Salinas no se siente acogido por su nuevo compañero, será bien aceptado por la cabo Vergara (Loreto Aravena), quien rápidamente se volverá su amiga. Sin embargo, la relación de los dos carabineros cambia cuando el comisario Carboni de la FDI (Ariel Levy), humilla a Freire y lo desafía a un tiro al arco, el que Salinas gana para su compañero. Tras esto los cabos se vuelven inseparables, y comienzan a llevarse mejor de lo esperado.
Sin embargo, deberán solucionar un nuevo caso que involucra al actor Ramón Llao -convertido en un vendedor de berlines-, y al mismo comisario Carboni. Tras esto los cabos tendrán que pasar por muchas aventuras e incluso pasaran por la cárcel, llevándose el rechazo del mayor Espinoza (Pato Pimienta) y de la cabo Arriagada; tras esto los cabos deberán buscar el perdón en sus superiores.
Después de esto, el cabo Freire se ve en la obligación de transformarse en guía escolar perdiendo su amistad con Salinas, su respeto y su credibilidad; pero las cosas cambian cuando Salinas compra un berlin hecho por Ramón, el que contenía drogas y el que hizo que el cabo Freire desatará su pasión con la mamá del sargento Arriagada (Silvia Novak) y que Salinas hiciera lo mismo con la cabo Vergara. Tras esto, el único que se da cuenta del engaño es el borracho Juan Riquelme (Juan Pablo Flores).
Finalmente, con la pista de Juan los "super policías" van a detener a Ramón pero son capturados por la oficial Sánchez (Ayleen Sánchez) y por el oficial Padilla (Panqueque). A esto secuestran también a la cabo Vergara y a la madre de Arriagada. Para la suerte de los raptados, el cabo Salinas ocultaba un arma en un oso de peluche que traía, y logró espantar a los funcionarios de la FDI. Después de una impactante pelea, los uniformados se dirigen al Palacio de La Moneda, lugar en el que la alcaldesa (Carolina Paulsen) estaba a punto de caer en la trampa. Sin embargo, los carabineros evitaron el desastre y mandaron a prisión a Ramón, a Carboni, y a los crueles secuaces de la FDI.
Así los cabos Salinas y Freire fueron nombrados por el mayor Espinoza, parte de las fuerzas especiales, recuperando su respeto y su credibilidad, demostrando que ellos pueden tener una fuerte amistad mientras trabajan con sus encantadoras y chispeantes personalidades.

## Reparto
- Rodrigo Salinas es Cabo Salinas.
- Sergio Freire es Cabo Freire.
- Loreto Aravena es Cabo Vergara.
- Pato Pimienta es Mayor Espinoza.
- Juan Pablo Flores es Juan Riquelme Correa.
- Ariel Levy es Comisario Carboni.
- Ramón Llao es Ramón.
- "Panqueque" Domínguez es Oficial Padilla de la FDI.
- Silvia Novak es Mamá del cabo Arriagada
- Eyal Meyer es Cabo Arriagada
- Fernando Nugget es Cabo Salinas (niño).
- Paz Bascuñán es Mariana Vargas.
- Macarena Sánchez es mujer de la selfie.
- Carolina Paulsen es alcaldesa
- Rodrigo Villegas es Cabo Sobarzo Villegas
- Américo es Cabo Vega
- María José León es mujer embarazada
- Ayleen Sánchez Matus es Oficial Sánchez de la FDI.
- Valeria Ortega es "Vip"
- Amparo Hernández es "Gold"
- Daniela Aguayo es "Silver"

## Críticas
A su primer día de estreno, Fuerzas especiales no ha recibido buenas críticas. Enrique Niño, periodista de Las Últimas Noticias dice que "es un humor muy inocente, que logra sacar algunas risas" y que "se arriesgaron en realizar un proyecto cinematográfico con dos personajes de un sketch". Por otra parte Pablo Marín de La Tercera critica la poca sorpresa de su historia y guion, que recae, principalmente, en un humor repetitivo y básico de sketch.

## Banda sonora
- Croni-K - "Buenos días, buenas tardes"